# Conservadurismo fiscal
El conservadurismo fiscal es una filosofía política y económica con respecto a la política fiscal y la responsabilidad fiscal con una base ideológica en el capitalismo, el gobierno limitado y la economía del laissez-faire. Los conservadores fiscales creen firmemente en los principios libertarios como el individualismo y la libre empresa, y abogan por las reducciones de impuestos, la reducción del gasto público, el libre comercio y el libre mercado, la desregulación, la privatización y la mínima deuda pública. Sigue la misma perspectiva filosófica que el liberalismo clásico. Este concepto se deriva del liberalismo económico.
Según Edmund Burke, el conservadurismo fiscal es la filosofía económica de la prudencia en el gasto público y la deuda. Los conservadores fiscales abogan por evitar el gasto deficitario, la reducción de los impuestos y la reducción del gasto público y la deuda nacional, al tiempo que garantizan el equilibrio de los presupuestos. En otras palabras, los conservadores fiscales están en contra de que el gobierno se expanda más allá de sus medios a través de la deuda, pero por lo general elegirán la deuda sobre los aumentos de impuestos. 

## Estados Unidos
El Partido Demócrata-Republicano de Thomas Jefferson apoyó un gobierno central débil y una economía de laissez-faire más que la de los del partido rival de Hamilton, los federalistas. Se oponen a los planes de Hamilton para pagar las deudas contraídas por los estados para el gasto de la Revolución Americana, puesto que parte de la deuda estaba en manos de los financieros y especuladores (en lugar de los titulares originales) y porque la mayoría de la deuda estaba en manos de los estados del norte. Hamilton pasó la legislación y establecer los impuestos para pagar las deudas (a cambio, este aceptó que Jefferson trasladar la capital del país a Washington D. C. Jefferson, en particular, se opuso firmemente a que cualquier deuda nacional, aunque cedió en 1803, por el bien de la Compra de Luisiana.
James Madison y James Monroe fueron elegidos por el Partido Demócrata-Republicano, pero después de los desastres fiscal de la guerra de 1812, que vino a apoyar a la mayor parte de la posición federalista, decidir que la nación necesitaba un banco central y un flujo constante de ingresos de las tarifas.

### De mediados a finales de 1800
A mediados de la década de 1800, un nuevo partido político conservador fiscal surgió, el Partido Republicano. A diferencia de los conservadores modernos fiscal, estos conservadores fiscales eran partidarios paleoconservador del proteccionismo y los aranceles, similar en algunos aspectos de la reforma actual del partido.
También fueron en general partidarios de las grandes empresas y (internamente) economía del laissez faire, aunque en 1890 se les había convencido en el apoyo a Sherman Anti-Trust Act y de la Comisión Interestatal de Comercio a raíz de denuncias masivas.

### SigloXX
A principios de los 1900s los conservadores fiscales a menudo en desacuerdo con progresiva presidente Theodore Roosevelt, en particular por su apoyo a leyes antimonopolio.
Durante la década de 1920 pro el presidente Calvin Coolidge de la política económica de negocios fueron acreditados para el período exitoso de crecimiento económico conocido como los años veinte "locos". Sus acciones, sin embargo, puede haberse debido más a un sentido de federalismo fiscal que el conservadurismo: Robert Sobel, señala que "el gobernador de Massachusetts, Coolidge apoyó los salarios y las horas de la legislación, se opuso a la mano de obra infantil, los controles económicos impuestos durante la Primera Guerra Mundial, las medidas de seguridad a favor de las fábricas, e incluso representación de los trabajadores en las juntas corporativas".

### Era de Reagan
El conservadurismo fiscal fue retóricamente promovido durante la presidencia de Ronald Reagan (1981-1989). Durante el mandato de Reagan, las tasas de impuesto sobre la renta de soporte de la parte superior del impuesto personal se redujo de 70 % al 28 % en 7 años. Crecimiento Real producto interno bruto (PIB), una fuerte recuperación tras la recesión de 1982 y creció durante los años restantes de Reagan en el cargo a una tasa anual del 3,4 % anual, ligeramente inferior a la post-Segunda Guerra Mundial de la media del 3,6 %. El desempleo llegó a superar el 10,7 % por ciento en 1982, luego bajó durante el resto de los términos de Reagan. Para fines de 1982 la situación económica era cada vez más dramática, porque los subsidios en todas las áreas de los servicios sociales fueron drásticamente disminuidos. Con un déficit presupuestario que Wall Street estima entre 140 y 160 billones de dólares, uno de los más altos de la historia a pesar de los recortes
De acuerdo con un Departamento de Tesoro de la no-partidista estudio económico, las cuentas fiscales importantes promulgadas bajo Reagan, como un todo, redujo significativamente (~ -1 % del PIB) la recaudación tributaria del gobierno. El Economic Recovery Tax Act de 1981 fue un gran (~ -3 % del PIB) disminución de los ingresos (el más grande de los recortes de impuestos cada vez promulgada). Al final del segundo mandato de Reagan, la deuda pública en poder del público se disparó del 26 por ciento del PIB en 1980 a 41 por ciento en 1989. En 1988, la deuda ascendió a 2,6 billón dólares, debido en parte a los gastos militares aumentaron al final de la Guerra Fría y, según algunos, los recortes de impuestos. El país debe más a los extranjeros que se le debe, y los Estados Unidos pasó de ser el mayor acreedor del mundo internacional a la nación más endeudada del mundo.
A pesar de que Estados Unidos, en 1982, era el mayor acreedor del mundo, en 1985 se había convertido en el mayor deudor; para 1987, su deuda externa excedía a la de toda Latinoamérica, y para 1990 su deuda era mayor que la de todo el Tercer Mundo.

### Era de Clinton
Si bien el conservadurismo fiscal es más común entre los republicanos y libertarios, también es común entre muchos demócratas, centristas o moderados, que a menudo se refieren a sí mismos como "nuevos demócratas". El expresidente Bill Clinton, que era un demócrata de Nueva y parte de la Tercera Vía fiscalmente conservadora abogando Democratic Leadership Council, es un ejemplo excelente de este modo que su gobierno junto con el Congreso de mayoría republicana encabezada por expresidente de la Cámara, Newt Gingrich (que creó el Contrato con América documento que estas cosas necesarias como el equilibrio presupuestario, siempre que el presidente con un veto de partidas, y una reforma del estado del bienestar), firmado el Tratado de Libre Comercio de América del Norte (TLCAN) en la ley, así como la Ley Omnibus Budget Reconciliation Act de 1993, que recortar el gasto gubernamental, creó un 36 % cada soporte de impuesto sobre la renta, elevó el tipo impositivo más, que abarcó el 1,2 % de los contribuyentes que ganan, de 31 % a 39,6 %, y creó un 35 % la tasa de ingresos fiscales para las empresas. Además de ello, sin embargo, los impuestos también fueron cortadas por quince millones de familias de bajos ingresos, y puesto a disposición del 90 % de las pequeñas empresas. La parte superior ganancias obtenidas por el impuesto sobre el capital más tarde se redujo del 28 % al 20 % y el soporte del 15 % bajó a 10 % con la aprobación de la Ley de Ayuda al Contribuyente de 1997. Con la aprobación de la Ley de ejecución presupuestaria del año 1990 (parte de la Ley Omnibus Budget Reconciliation Act de 1990), la primera PAYGO (pay-as-you-go) Las normas fueron promulgadas con el fin de reducir el déficit masivo que había crecido durante el Reagan y Bush, con el equilibrio presupuestario por primera vez en décadas. Muy popular entre los halcones del déficit, el sistema requiere que todos los aumentos en el gasto directo o reduce los ingresos se compensará con reducciones en otros gastos o aumentar los ingresos. El sistema de PAYGO fue utilizado regularmente durante los años de Clinton.

### El conservadurismo fiscal moderno
Los conservadores modernos fiscal aún desconfían de los gastos del gobierno. Creen firmemente en el libre comercio y se han comprometido a reducir el presupuesto federal, pago de la deuda nacional, y la adquisición de un presupuesto equilibrado. Déficit de halcones están más dispuestos a aumentar los impuestos, además de recortar el gasto para equilibrar el presupuesto de los libertarios, que quieren "matar de hambre a la bestia" por la reducción de impuestos con el propósito de disminuir los ingresos fiscales que esperan que hará que el gobierno gaste menos, y ofertistas, que creen que la mejor manera de obtener ingresos fiscales a través de profundas a través de los recortes de impuestos a bordo que creen que acabará por completo el pago por sí mismos a través del crecimiento económico que causan.
El empresario estadounidense, político y exalcalde de Nueva York, Michael Bloomberg, se considera un conservador fiscal y expresó su definición del término en la Conferencia del Partido Conservador del Reino Unido en el 2007:
"Para mí, el conservadurismo fiscal significa equilibrar los presupuestos - sin déficit que la próxima generación no puede permitirse. Esto significa mejorar la eficiencia de la prestación de servicios por encontrar formas innovadoras de hacer más con menos. Esto significa la reducción de impuestos cuando sea posible y prudente hacerlo, aumentando en su conjunto sólo cuando sea necesario para equilibrar el presupuesto, y sólo en combinación con recortes de gastos. Significa que cuando se ejecuta un superávit, lo guarda, no malgastarla. Y lo más importante, ser un medio conservador fiscal, la preparación para la inevitable recesión económica - y por todos los indicios, tenemos que viene."

## Resto del mundo
Como resultado de la expansión del estado de bienestar y el aumento de las políticas regulatorias de la administración Roosevelt a partir de la década de 1930, en los Estados Unidos el término liberalismo se ha asociado hoy con el liberalismo moderno en lugar del clásico. En Europa occidental, los estados de bienestar ampliados creados después de la Segunda Guerra Mundial fueron creados por partidos socialistas o socialdemócratas como el Partido Laborista Británico en lugar de partidos liberales. Muchos partidos liberales en Europa Occidental tienden a adherirse al liberalismo clásico, siendo el Partido Democrático Libre en Alemania un ejemplo. Los Liberal Demócratas en el Reino Unido tienen un ala liberal clásica y una socioliberal del partido. En muchos países, el liberalismo o el liberalismo económico se usa para describir lo que los estadounidenses llaman conservadurismo fiscal.
Podría decirse que el conservadurismo fiscal en el Reino Unido fue más popular durante el mandato de la conservadora Margaret Thatcher. Después de varios años de gasto deficitario bajo el gobierno laborista anterior, Thatcher abogó por recortes de gastos y aumentos selectivos de impuestos para equilibrar el presupuesto. Como resultado del deterioro de las finanzas públicas del Reino Unido —según los conservadores fiscales causado por otra ola de gasto deficitario bajo el gobierno laborista anterior, la recesión de finales de la década de 2000 y la crisis de la deuda soberana europea—, la coalición Cameron-Clegg (Conservador –Liberal Demócratas) se embarcaron en un programa de austeridad presentando una combinación de recortes de gastos y aumentos de impuestos en un intento de reducir a la mitad el déficit y eliminar el déficit estructural durante los cinco años del parlamento.
En Canadá, el surgimiento de la Federación Cooperativa de la Commonwealth socialista empujó al Partido Liberal a crear y expandir el estado de bienestar antes y después de la Segunda Guerra Mundial. El conservadurismo fiscal en Canadá generalmente se conoce como conservadurismo azul cuando está presente dentro del Partido Conservador de Canadá. En Alberta, el conservadurismo fiscal está representado por el Partido Conservador Unido. En Ontario, el conservadurismo fiscal está representado por el Partido Conservador Progresista de Ontario.

## Resultados
En Estados Unidos a Oficina de Presupuesto del Congreso ha informado constantemente que los recortes de impuestos aumentan los déficits y la deuda y no se pagan por sí mismos. Por ejemplo, la CBO estimó que los recortes de impuestos de Bush agregaron alrededor de $ 1.5 trillones a los déficits y la deuda de 2002–2011 y habría agregado cerca de $ 3 trillones a los déficits y deudas durante la década 2010–2019. Según del Departamento del Tesoro de los Estados Unidos, las principales leyes impositivas promulgadas en virtud de Reagan hicieron que los ingresos federales cayeran, Al final del segundo mandato de Reagan, la deuda nacional mantenida por el público aumentó en casi un 60% y la deuda total equivalió a $ 2.6 billones. En menos de ocho años, Estados Unidos pasó de ser la nación acreedora más grande del mundo a la nación deudora más grande del mundo.

## Australia
El conservadurismo fiscal en Australia contiene los mismos principios básicos como en los Estados Unidos. En la campaña de las elecciones federales de 2007, fue un tema clave. PM Kevin Rudd declaró que el conservadurismo fiscal incluye los excedentes presupuestarios, y el mantenimiento de la independencia de la Dirección Regional de África, para garantizar la continuación de su régimen de metas de inflación.